# Elaeagnus latifolia
Elaeagnus latifolia — вид квіткових рослин з родини маслинкових (Elaeagnaceae). Поширення: Непал, Індія, Шрі-Ланка, Бірма, Бангладеш, Таїланд, В'єтнам.

## Біоморфологічна характеристика
Це вічнозелений кущ, який може виростати до трьох метрів заввишки. Рослина дає темно-рожеві або яскраво-червоні плямисті ягоди довгастої форми, розміром приблизно з виноградину або 75 см у діаметрі. Стиглі плоди м’ясисті, із солодким і злегка кислим смаком. Плід залишається на дереві лише короткий час — 4–5 тижнів — з вересня по жовтень. Плоди цього виду рослини використовуються для приготування чатні, варення, желе та освіжаючих напоїв.

## Використання
Рослина зрідка культивується та є місцевою рослиною в болотистих районах. Плоди їстівні та кислі на смак.

## Галерея

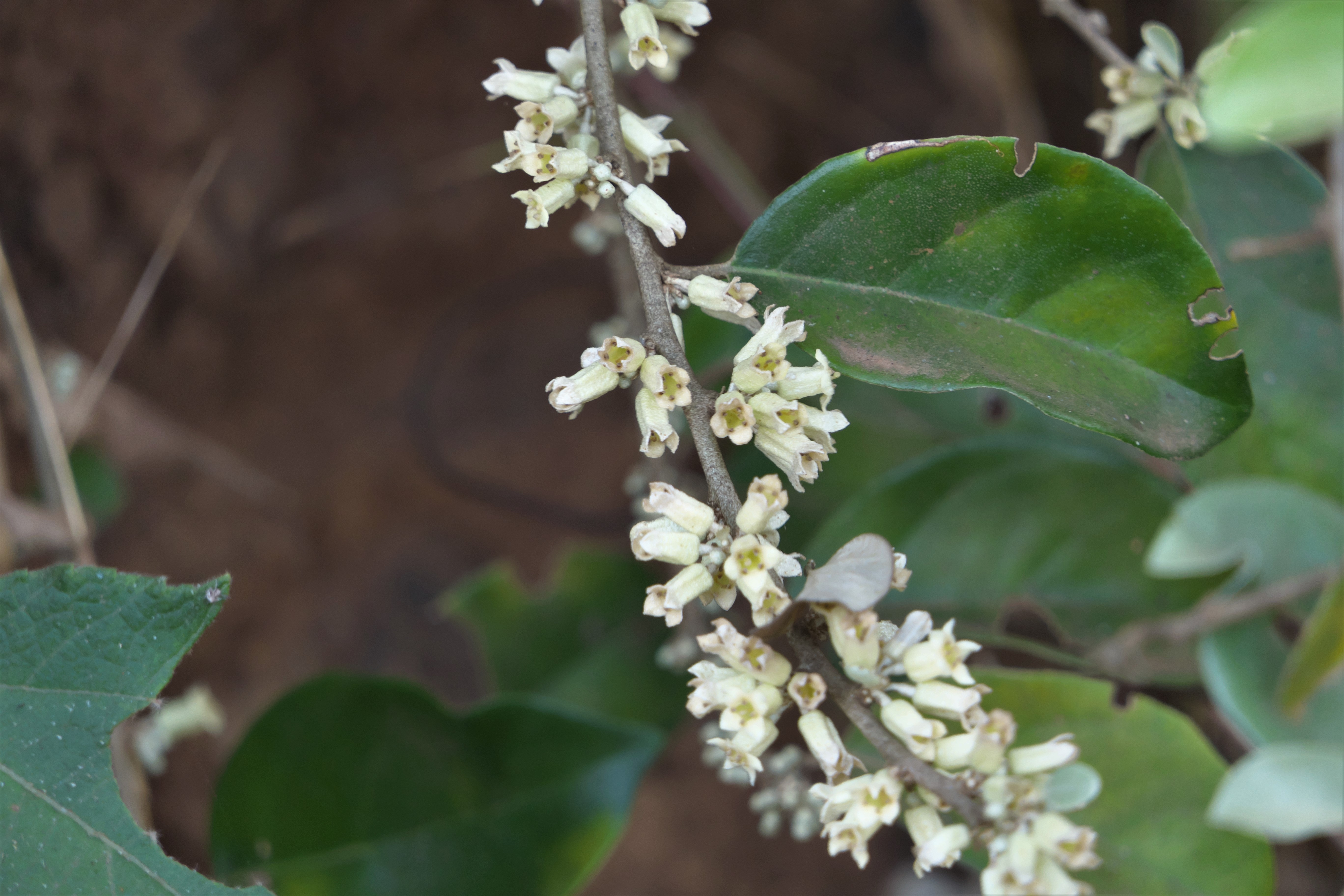
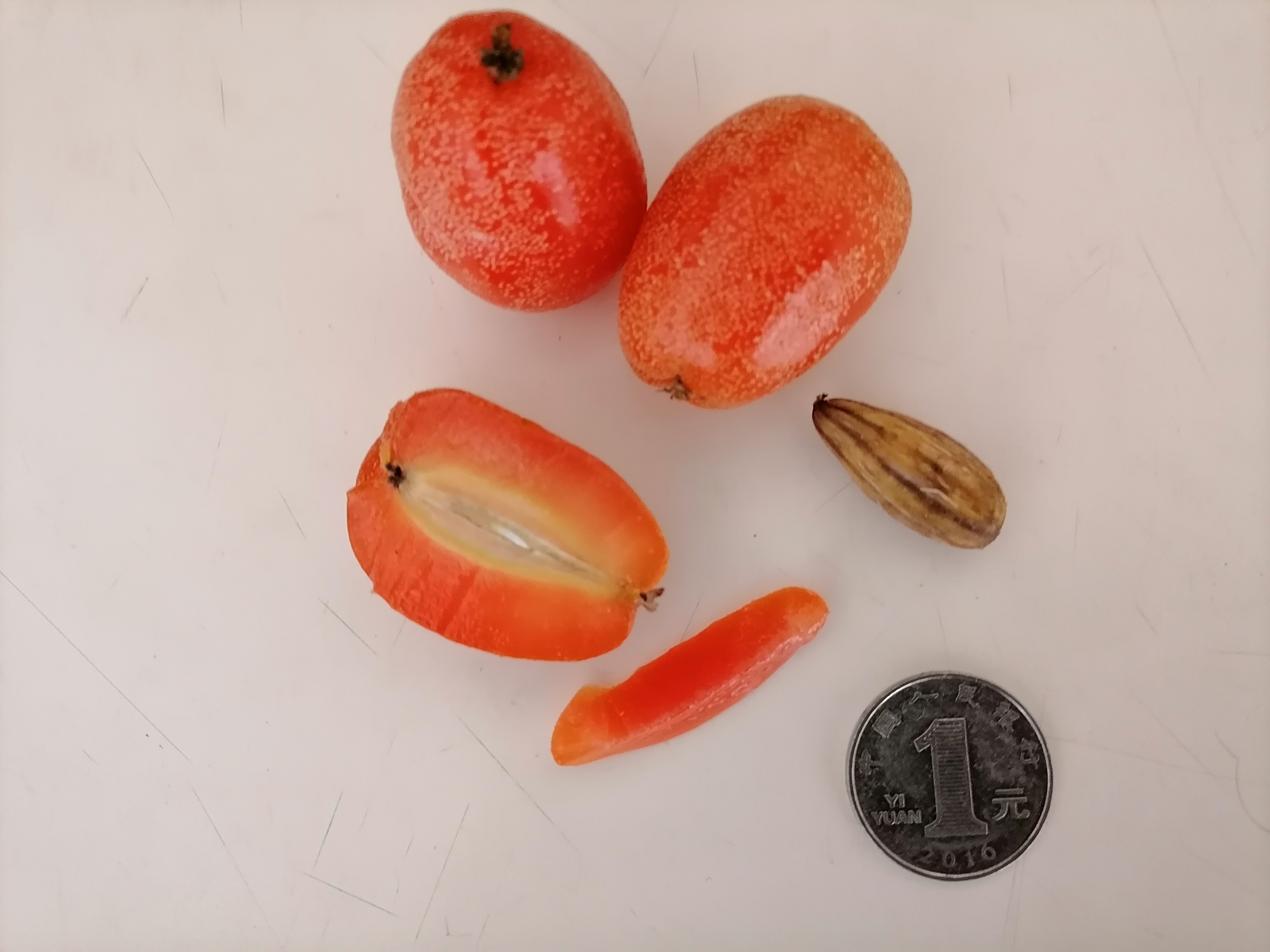
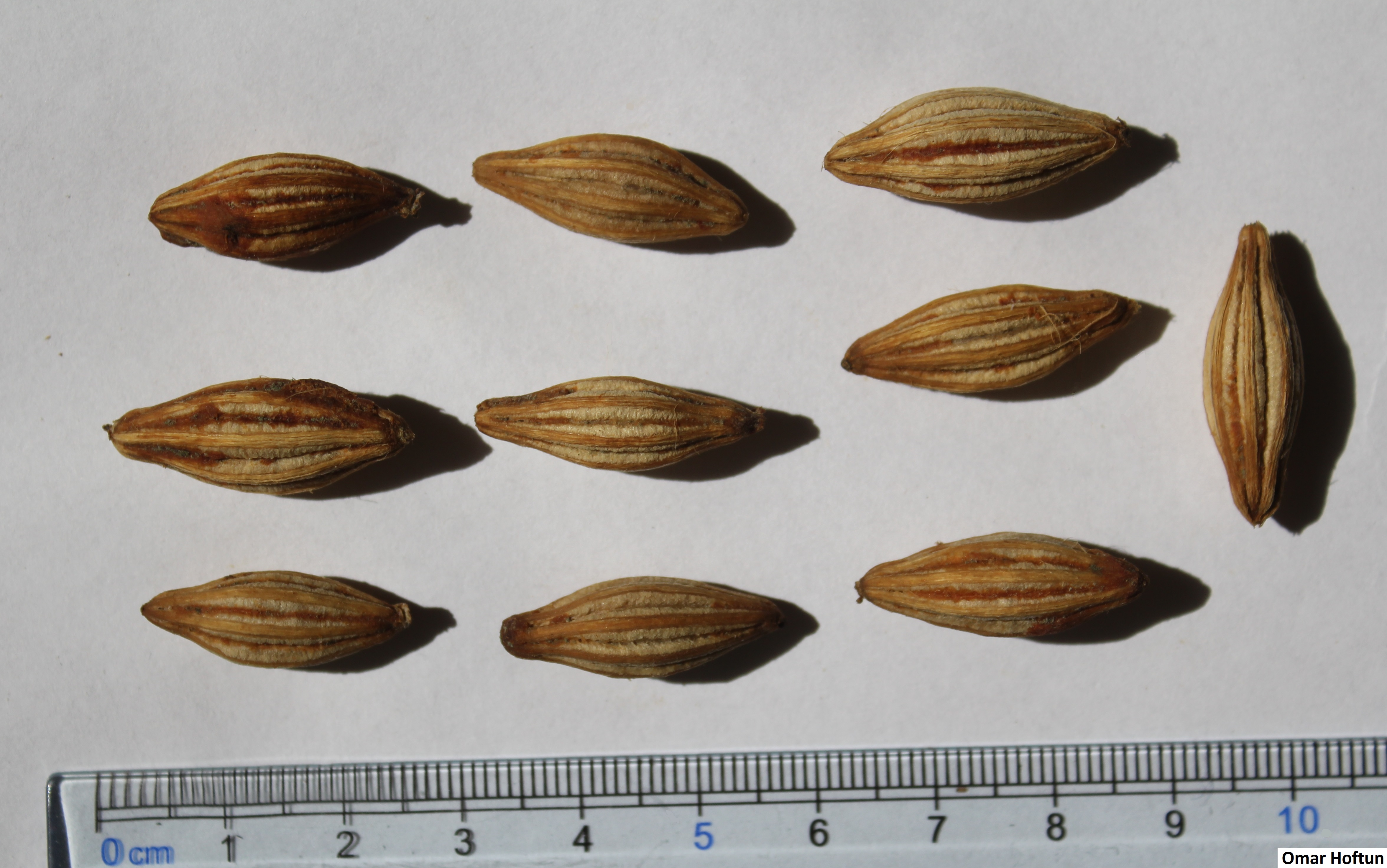
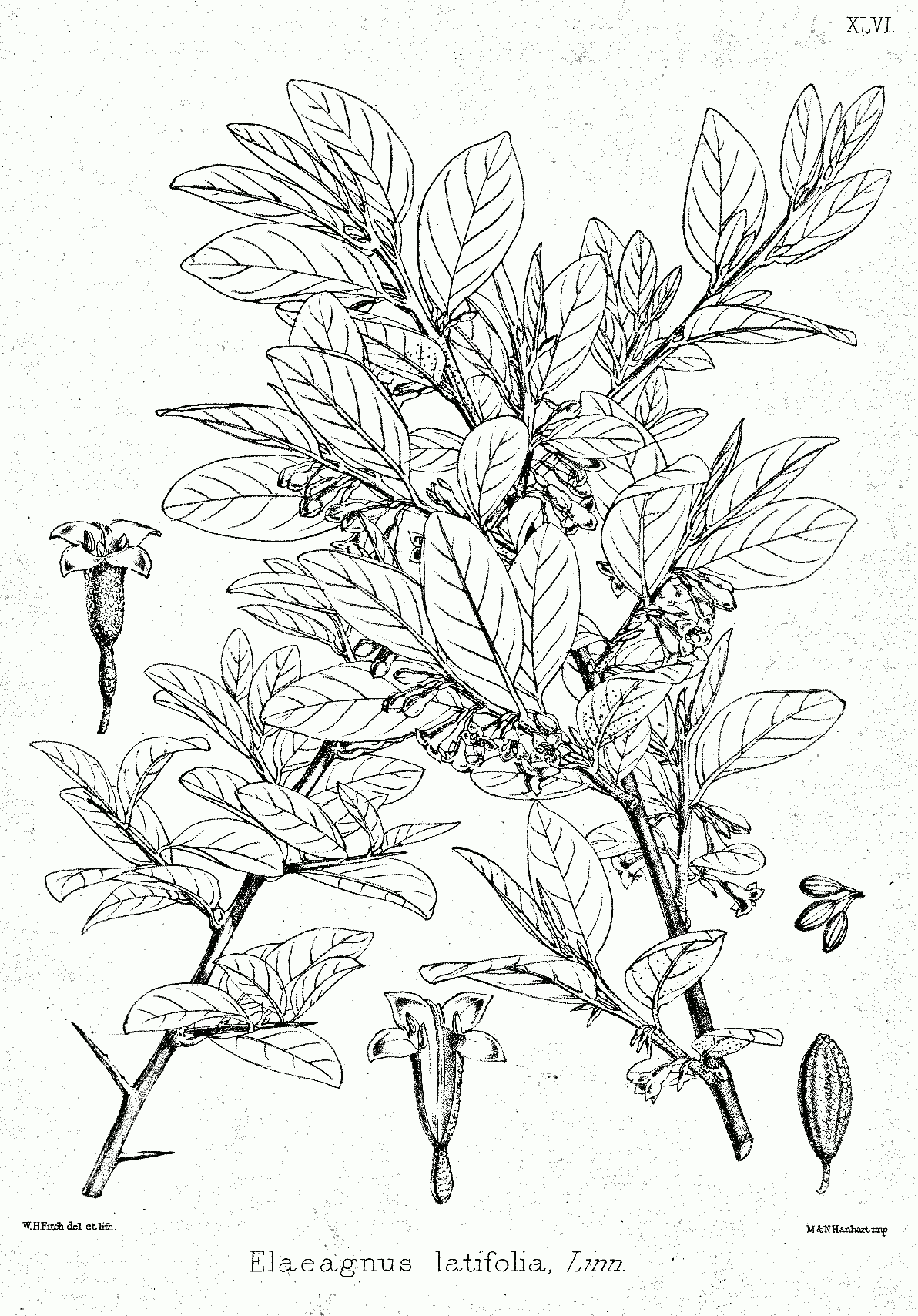